# アウルス・ウェルギニウス・トリコストゥス・ルティルス
アウルス・ウェルギニウス・トリコストゥス・ルティルス（ラテン語: Aulus Verginius Tricostus Rutilus）は共和政ローマ初期の政治家・軍人。紀元前476年に執政官（コンスル）を務めた。

## 家族
ルティルスはパトリキ（貴族）であるウェルギニウス氏族のウェルギニウス・トリコストゥス家の出身である。父は紀元前502年の執政官オピテル・ウェルギニウス・トリコストゥスで、祖父のプラエノーメン（第一名、個人名）もオピテルと考えられている。
紀元前486年の執政官プロクルス・ウェルギニウス・トリコストゥス・ルティルス、紀元前479年の執政官ティトゥス・ウェルギニウス・トリコストゥス・ルティルスは恐らく兄弟であり、また紀元前478年の補充執政官名はFasti Capitolini からはコグノーメンしか読み取れないものの、オピテルの子のオピテル・ウェルギニウス・トリコストゥス・エスクィリヌスと予想する説があり、兄弟の可能性がある

## 経歴
紀元前476年、ルティルスは執政官に就任。同僚執政官はスプリウス・セルウィリウス・ストルクトゥスであった。
前年のクレメラ川の戦いでローマは敗北し。余勢をかったウェイイ軍はローマに進軍し、ティブル川を挟んでローマと向かい合うヤニクルムの丘を占領した。執政官ガイウス・ホラティウス・プルウィッルスがこれを攻撃し勝利を得たものの、決定的ではなかった。紀元前476年になってもウェイイ軍は撤退せず、ルティルスとストルクトゥスの両執政官はローマに留まり、この脅威に対処した。
ティトゥス・リウィウスによればウェイイ軍はヤニクルムの丘を下ってティブル川を渡河し、ストルクトゥスの野営地を攻撃した。ストルクトゥスはこれを撃退し、ヤニクルムの丘に撤退させた。翌朝、ストルクトゥスはヤニクルムの丘の麓まで前進し、さらに丘を登ってウェイイ軍を攻撃した。戦況はローマに不利なものであったが、このときルティルスが背後から攻撃した。これでウェイイ軍は分断され、大敗北を喫した。ハリカルナッソスのディオニュシオスの記述はやや異なり、ローマに飢餓が発生することを恐れ、両執政官が先手をとって攻撃したとする。当初はローマが優勢であったが、ストルクトゥスの左翼が崩れて不利となり、その後ルティルスが別方向から攻撃して最終的にローマ軍が勝利した。ウェイイ軍はその夜に撤退した。ローマ軍の損害も大きかったため、元老院は何れの執政官にも凱旋式の実施を認めなかった。

## 参考資料
- シケリアのディオドロス『歴史叢書』
- ティトゥス・リウィウス『ローマ建国史』
- ハリカルナッソスのディオニュシオス『ローマ古代誌』
- T. R. S. Broughton (1951, 1986). The Magistrates of the Roman Republic Vol.1. American Philological Association